# Comté de Yellowstone
Pour les articles homonymes, voir Yellowstone (homonymie).
Le comté de Yellowstone est l’un des 56 comtés de l’État du Montana, aux États-Unis. Il comptait 147 972 habitants en 2010. C'est le comté le plus peuplé de l'État.
Siège et plus grande ville : Billings. En dépit de son nom, le comté n’a aucun lien avec le parc national de Yellowstone. Comme le parc voisin, le comté de Yellowstone doit son nom à la rivière Yellowstone qui divise le comté en deux, coulant du sud-ouest au nord-est. La rivière, à son tour, a été nommée d’après les falaises de grès jaune. 

## Géolocalisation
| Comté de Golden Valley | Comté de Musselshell | Comté de Rosebud  |
| Comté de Stillwater    | Comté de Yellowstone | Comté de Treasure |
| Comté de Carbon        |                      | Comté de Big Horn |

## Principales villes
- Billings
- Broadview
- Laurel